# RS-469
Pour les articles homonymes, voir Route 469.
La RS-469 est une route locale du Nord-Ouest de l'État du Rio Grande do Sul qui relie la municipalité d'Ipiranga do Sul à la RS-135. Elle est longue de 23 km et dessert les communes d'Ipiranga do Sul, d'Estação et Getúlio Vargas.